# Colpotrochia brevicincta
Colpotrochia brevicincta är en stekelart som beskrevs av Chiu 1962. Colpotrochia brevicincta ingår i släktet Colpotrochia och familjen brokparasitsteklar. Inga underarter finns listade i Catalogue of Life.